# Hăulișca, Vrancea
Hăulișca este un sat în comuna Păulești din județul Vrancea, Moldova, România.

## Etimologie
Toponimul Hăulișca apare mai întâi în sintagma Pârâul Hăulișcăi. Trebuie menționat că, alături de toponim, a existat și un antroponim Hăulici (Costache Hăulici). La originea acestui toponim s-ar putea afla verbul onopatopeic a hăuli sau substantivul hăulă – „casă mare și goală, căsoaie” derivat cu sufixul diminutival -ișca. Alături de Hăulișca există un alt toponim cu aceeași etimologie, Hăulita (Iordan, 1933: 11).